# Хајланд Фолс (Њујорк)
Хајланд Фолс (енгл. Highland Falls) град је у америчкој савезној држави Њујорк.

## Демографија
По попису из 2010. године број становника је 3.900, што је 222 (6,0%) становника више него 2000. године.
| Група             | 2000.         | 2010.         |
| Белци             | 2.668 (72,5%) | 2.478 (63,5%) |
| Афроамериканци    | 469 (12,8%)   | 508 (13,0%)   |
| Азијати           | 80 (2,2%)     | 89 (2,3%)     |
| Хиспаноамериканци | 389 (10,6%)   | 730 (18,7%)   |
| Укупно            | 3.678         | 3.900         |